# Mancomunidad de Aguas del Moncayo
La Mancomunidad de Aguas del Moncayo (MAM) es un ente supramunicipal español creado en 1939 del que actualmente forman parte 8 municipios del sur de la provincia de Navarra, aunque históricamente estuvo constituida por varios municipios más de las provincias de La Rioja, Navarra y Zaragoza. Sus fines son la prestación del servicio de abastecimiento, saneamiento y depuración de agua para los municipios mancomunados, además de también para el municipio de Malón, situado en la provincia de Zaragoza.
La población conjunta de los municipios mancomunados ascendía el 1 de enero de 2018 a 21.684 habitantes.
La sede de la mancomunidad se encuentra en el municipio de Corella (Plaza de los Fueros 1).

## Municipios integrantes
La mancomunidad está integrada actualmente por 8 municipios: Ablitas, Barillas, Buñuel, Corella, Monteagudo, Murchante, Ribaforada y Tulebras. Todos ellos forman parte de la mancomunidad desde su creación en 1939, salvo Buñuel que se unió a la MAM en 1943.
El municipio de Malón formó parte de la MAM desde 1943 hasta 2002, pero a pesar de no formar parte actualmente de la mancomunidad, recibe la prestación de los servicios de abastecimiento y saneamiento de aguas en virtud del convenio firmado entre su ayuntamiento y la mancomunidad. 
A lo largo de su historia los municipios de Alfaro (1939-2002), Arguedas (1943-1959), Cabanillas (1943-1959), Fustiñana (1943-1959), Tudela (1939-1942),  y Valtierra (1943-1959) también formaron parte de la MAM.

## Gobierno y administración
Los órganos directivos de la Mancomunidad de Aguas del Moncayo son el presidente de la Mancomunidad, el vicepresidente de la Mancomunidad y el Consejo Directivo. Este último está formado por los alcaldes de los 8 municipios mancomunados.

### Presidente de la Mancomunidad
El presidente de la Mancomunidad de Aguas del Moncayo es elegido cada cuatro años (después de celebradas las elecciones municipales) por el Consejo Directivo de entre sus miembros. Tiene como función representar a la entidad y es suplido por el vicepresidente.
| Periodo    | Presidente              | Municipio  | Partido político |
| ---------- | ----------------------- | ---------- | ---------------- |
| 1987-1991  | Miguel Sanz Sesma       | Corella    | UPN              |
| 1991-1995  | José María Vázquez Royo | Monteagudo | PSN-PSOE         |
| 1995-1999  | José María Vázquez Royo | Monteagudo | PSN-PSOE         |
| 1999-2003  | José María Vázquez Royo | Monteagudo | PSN-PSOE         |
| 2003-2007  | José María Vázquez Royo | Monteagudo | PSN-PSOE         |
| 2007-2011  | Javier Navarro Arellano | Corella    | UPN              |
| 2011-2015  | Rafael Ayensa Pascual   | Tulebras   | AIT              |
| 2015- 2017 | Mariano Herrero Ibáñez  | Monteagudo | UPN              |
| 2017- 2019 | Cecilio Antón Ruiz      | Ablitas    | SIA              |
| 2019-      | Ramón Martínez Zardoya  | Barillas   | AIB1             |

## Embalse de la Dehesa
Para el abastecimiento de agua a las poblaciones mancomunadas y a Malón la MAM es titular desde 1941 de una concesión administrativa de aprovechamiento de agua de la cuenca del río Queiles. La distribución de agua se realiza a través del Embalse de La Dehesa. El embalse, con capacidad para 1 hectómetro cúbico de agua es conocido popularmente como El Balsón y está situado en el término municipal de Tarazona. Fue construido en la década de 1940 y represa las aguas que descienden del macizo montañoso del Moncayo, así como fundamentalmente las que a través de la Acequia Magallón Grande derivan agua del río Queiles.